# Фрейле Сальдумбиде, Карлос
Карлос Фрейле Сальдумбиде (исп. Carlos Freile Zaldumbide, 18 мая 1851, Кито — 28 августа 1928, Париж) — эквадорский политический деятель, вице-президент, дважды исполнял обязанности президента Эквадора в августе 1911 и декабре 1911— марте 1912 года.

## Биография
Родился в аристократической семье. Состоятельный землевладелец, первым в Эквадоре начал разводить коров голштинской породы.
Прогрессивно-консервативный политик. В 1895 г. — мэр Кито, позже стал губернатором провинции Пичинча.
В 1896 году был назначен министром образования,  в 1904 году — Президент Национального конгресса Эквадора.
С 31 августа 1899 по 31 августа 1903 г. был вице-президентом при Элое Альфаро Дельгадо.
Впервые приступил к исполнению обязанностей президента Эквадора после отстранения от власти и изгнания из страны Элоя Альфаро (11 августа 1911 — 31 августа 1911 г.). Сразу после вступления в должность организовал временное правительство и подготовил новые президентские выборы.
Новым избранным президентом стал Эмилио Эстрада, который находился на посту главы государства всего три месяца, после чего умер.
Тогда временным президентом с 22 декабря 1911 по 5 марта 1912 г. вновь стал Карлос Фрейле Сальдумбиде.
Умер в Париже.
Его сын Карлос Фрейле Ларреа в августе — сентябре 1932 года также был и. о. президента Эквадора.